# Vincenzo Garioni
Vincenzo Garioni (Montebelluna, 19 novembre 1856 – Venezia, 24 aprile 1929) è stato un generale italiano.

## Biografia
Garioni diventa sottotenente dei bersaglieri nel 1875 e, dopo aver frequentato la Scuola di Guerra, entra nello Stato maggiore.
Promosso colonnello, nel 1900 è al comando del Corpo di spedizione italiano in Cina inviato per domare la rivolta dei Boxer. Dal luglio 1902 al giugno 1905 dirige l'Ufficio I. Successivamente, da maggior generale, comanda la Brigata Casale, la Brigata Roma e la Scuola di applicazione di fanteria. Nel 1911 è promosso tenente generale e, dopo un breve comando della Divisione Padova, partecipa alla guerra italo-turca alla guida della 5ª Divisione speciale.
Con i reparti a disposizione 11º Reggimento bersaglieri, 60º Reggimento fanteria, 1º Battaglione granatieri, 28º Battaglione bersaglieri, 6º e 7º Battaglione eritreo, tre batterie di artiglieria e una compagnia del genio, divisi in due colonne al comando rispettivamente del generale Clemente Lequio e del colonnello, poi generale, Alberto Cavaciocchi, Garioni conduce alla fine di giugno l'occupazione di Sidi-Said, presso il confine tunisino. Il 14 luglio è la volta dell'altura di Sidi-Alì, sei chilometri ad est di Sidi-Said. Il 15 agosto si sposta verso l'interno ed espugna Sidi Abd el-Samad, ad otto chilometri da Zuara. A coadiuvare le sue truppe giunge un'altra colonna guidata dal generale Tullio Tassoni.
Nel giugno 1913 è nominato governatore della Tripolitania italiana, incarico che tiene sino alla fine del 1914, quando ottiene il comando del VII Corpo d'armata di Ancona. I suoi reparti sono impegnati nel gennaio 1915 a portare i soccorsi per il terremoto che ha duramente colpito Avezzano e il Fucino.
Allo scoppio della prima guerra mondiale è ancora comandante del VII Corpo d'armata ed interinalmente si trova a guidare per un breve periodo la 3ª Armata del principe Emanuele Filiberto di Savoia-Aosta. Al suo comando nel VII, sono dislocate la 13ª e 14ª Divisione, ed il 2º Reggimento artiglieria. Successivamente comanderà anche il VI e II Corpo d'armata. Per il passaggio dell'Isonzo a Plava viene decorato di medaglia d'argento al valor militare.
Dal 5 agosto 1918 è nuovamente governatore della Tripolitania e governatore reggente della Cirenaica. Giunge il 18 agosto a Tripoli con il compito di schiacciare la rivolta turco-araba. Le sorti della guerra mondiale intanto iniziano a volgere in favore delle forze dell'Intesa. In seguito al trionfo di Vittorio Veneto e alla sconfitta turco-tedesca di Megiddo (Palestina), le forze ribelli arabe, lacerate dalle lotte intestine ed abbandonate dai consiglieri militari ottomani e tedeschi,  diradano gli attacchi contro i presidi italiani, consentendo a Garioni di riprendere con successo l'iniziativa. Il 17 maggio 1919 torna in Italia e viene congedato dal servizio attivo, per poi morire dieci anni dopo, nel 1929.